# Tricyphona flavipennis
Tricyphona flavipennis är en tvåvingeart som först beskrevs av Enrico Adelelmo Brunetti 1918.  Tricyphona flavipennis ingår i släktet Tricyphona och familjen hårögonharkrankar. Inga underarter finns listade i Catalogue of Life.